# Felsőszölnök népessége
Ez a cikk Felsőszölnök népességének alakulását mutatja a 16. századtól napjainkig.

## 16. század
- 1555: negyvenhét jobbágy, hét zsellér

## 17. század
- 1601-ben egytelkes nemesek is lakták a falut
- 1608-ban Salmis Fülöp és Poppel László földesurak személyenként több, mint 10 jobbágy felett rendelkeztek
- 1611-ben Széchy Tamás uradalmába 25 féltelkes jobbágy és egy zsellér rendelkezett
- az 1637-es urbárium szerint a Batthyányakhoz tartozott hét féltelkes jobbágy családfő (Kosz Mihali, Baizek Thamas, Serfecz Andras, Juricz (?) Martin, Gecsek Andras, Lazar Andri, Boznek (?) Ivan)
- 1642-ben Battyhány Ádám földesúr alatt 27 félhelyes jobbágycsalád és két zsellércsalád élt (Termincz (?) Matko, Paulovics Mihály, Hanssek István, Kürniek Mihali, Kozar Jurko, Juricz Jancsi, Vora Giuriko, Placzer (?) Thomas, Gallér Thomas, Lissics Ivan, Hanz Martin, Sorigh Vucsko, Tirk Balas, Hanri (?) Peter, Gbicz Ivan)
- 1608-ban Poppel László a törökök által elhurcolt jobbágyok helyére más birtokokról telepített be jobbágyokat (ifj. és id. Serfecz Andras, Baiczik Thomas, Gubics Peter, Kottnyak Ivan, Markovics Matti, Metlicz Jurko, Vora Bertalan, Kürneik István, Lázár Andri, Gecsek Andri)
- 1696/1697-ben a lakosok száma 203 fő[1]

## 18. század
- az 1720-as és 1728-as urbárium szerint harmincegy családfő lakta a falut, uruk özvegy Batthyány Zsigmondné
- az 1767-es úrbérrendezéskor Batthyány Imre alá tartozott 67 jobbágy és 2 zsellér
- a század végi népszámlálás szerint 692 lakosú volt Felsőszölnök (ebből 1 pap, 69 paraszt, 68 paraszt-gyermek, 37 zsellér, 18 egyéb, 133 fiúgyermek - a nők száma 366), 95 ház állt
- 1783-ban a lakosok száma 692 volt[1]
- 1784-ben a házak száma 95, a családok száma 101, az összes népesség 692 fő volt[2]

## 19. század
- 1857-ben a lélekszám 936 fő volt[1]
- 1881-ben a házak száma 175, a lakosság száma 1178 fő volt[2]
- 1898-ben a házak száma 208, a lakosság száma 1283 fő volt[2]
- 1900-ban 1398 lakost írtak össze[1]

Jelenlévő összes népesség:
| Év   | Összlakosság |
| ---- | ------------ |
| 1870 | 1169         |
| 1880 | 1178         |
| 1890 | 1283         |
| 1900 | 1398         |

- 1920-ban 1476 fő lakott a faluban, közülük 1407 fő volt szlovén anyanyelvű[4]

## 20-21. század

### Kivándorlások
- 1949-ben a házak száma 314, az összes népesség 1603 fő volt[2]
- 1960-ban a házak száma 314, a családok száma 341, az összes népesség 1321 fő volt[2]

Magyarországon 1890-ben tetőzött az agrárválság, ennek hatására sok magyar vándorolt ki az országból, a legtöbben a szentgotthárdi járásból. Felsőszölnökön 1904-ben 7 ember igényelt útlevelet, 1905-ben már 83 fő. Ezután az igénylések száma csökkenésnek indult.
Az 1920-as években változtak az útlevél-kiadási szabályok, így a felsőszölnöki lakosok is Ausztriába kértek útlevelet, hogy oda megérkezésük után továbbutazzanak Brazíliába.
Az 1927. évi látogatásán Margitai József kormányfőtanácsos bejárta a környéket, és jelentésében leírta, hogy sok lakos megjárta már Amerikát, ott pénzt gyűjtve hazatértek, a keresetüket földvásárlásra és új házak építésére fordították.
| kivándorlók száma  | kivándorlók száma  | kivándorlók száma    | kivándorlók száma    |
| az 1920-as évekig+ | az 1920-as évekig+ | az 1920-as évektől++ | az 1920-as évektől++ |
| ------------------ | ------------------ | -------------------- | -------------------- |
| 1904               | 7 fő               | 1927                 | 8 fő                 |
| 1905               | 83 fő              | 1928                 | 6 fő                 |
| 1906               | 42 fő              |                      |                      |
| 1907               | 20 fő              |                      |                      |

+ a kivándorlások úticélja: USA, főleg Pennsylvania állam, Chicago és Betlehem városok

++ a kivándorlások úticélja: Kanada és Dél-Amerika, főleg Brazília, Argentína és Uruguay

### Nemzetiségi eloszlás
- Felsőszölnök nemzetiségeinek megoszlása 1941-ben:[5]

| Népesség | férfi | magyar | német | szlovén | egyéb |
| -------- | ----- | ------ | ----- | ------- | ----- |
| 1612     | 813   | 242    | 11    | 1359    | -     |

A falu lakossága más kutatások, így Pável Ágoston alapján is majdhogynem színszlovén volt. A közművelődési egyesületek által terjesztett magyarosítás és főleg a Muravidék visszacsatolása utáni fokozott propagandák hatására vallották itt is többen magyarnak magukat, holott valójában szlovénok voltak. A második világháború után a kitelepítést elkerülendő, több ember vallotta magát magyarnak, de szlovén anyanyelvűnek.
- 1949-ben a falu lakosszáma: 1603 fő[1]

- 1949 és 1960 között a megromlott politikai és gazdasági viszonyok miatt kb. 300 ember hagyta el a falut. Többeket kitelepítettek, mint kulákot, mások a zöldhatáron keresztül külföldre szöktek.

- Az 1980-as, szlovén falvakat felmérő tanácsi minősítés eredményei:[6]

| összesen | egyértelműen nemzetiségi | nemzetiségileg vegyes, nyelvileg nem asszimilálódott | nemzetiségileg vegyes, nyelvileg asszimilálódott |
| -------- | ------------------------ | ---------------------------------------------------- | ------------------------------------------------ |
| 904      | 788                      | 116                                                  | -                                                |

- Az önmagukat szlovén nemzetiségűnek, szlovén anyanyelvűnek vallók, illetve a szlovénül beszélők számának változása 1980-ban,[8] az 1990.[6] évi és a 2001. évi[8] népszámlálás adatai szerint:

| Év   | Összlakosság | Önmagukat szlovén nemzetiségűnek vallók | Önmagukat szlovén anyanyelvűnek vallók | Szlovénül beszélők |
| ---- | ------------ | --------------------------------------- | -------------------------------------- | ------------------ |
| 1980 | 922          | 792                                     | 825                                    | n.a.               |
| 1990 | 756          | 664                                     | 665                                    | 700                |
| 2001 | 682          | 451                                     | 467                                    | n.a.               |

- A lakosság száma a KSH adatai szerint[3]

| Jelenlévő összes népesség | Jelenlévő összes népesség |
| ------------------------- | ------------------------- |
| 1910                      | 1456                      |
| 1920                      | 1476                      |
| 1930                      | 1497                      |
| 1941                      | 1612                      |
| 1949                      | 1603                      |
| 1960                      | 1319                      |
| 1970                      | 1154                      |

| Állandó népesség | Állandó népesség |
| ---------------- | ---------------- |
| 1970             | 1212             |
| 1980             | 1003             |
| 1990             | 793              |
| 2001             | 684              |
| 2011             | 592              |

| Lakónépesség | Lakónépesség |
| ------------ | ------------ |
| 1970         | 1094         |
| 1980         | 922          |
| 1990         | 756          |
| 2001         | 682          |
| 2011         | 572          |

- A lakosság megoszlása korcsoportok szerint (2000-2005):[9]

| Népességcsoport     | 2000 | 2001 | 2002 | 2003 | 2004 | 2005 |
| ------------------- | ---- | ---- | ---- | ---- | ---- | ---- |
| Teljes népesség     | 712  | 696  | 679  | 670  | 666  | 664  |
| Férfi               | 362  | 365  | 348  | 345  | 341  | 338  |
| Nő                  | 350  | 341  | 331  | 325  | 325  | 326  |
| 0-5 évesek          | 51   | 50   | 49   | 34   | 37   | 29   |
| 6-14 évesek         | 54   | 52   | 50   | 65   | 62   | 67   |
| 15-18 évesek        | 15   | 13   | 13   | 20   | 22   | 22   |
| 19-54 évesek        | 380  | 377  | 375  | 350  | 348  | 215  |
| 55-60 évesek        | 54   | 41   | 29   | 49   | 40   | 191  |
| 61 éves felett      | 158  | 163  | 163  | 152  | 157  | 140  |
| Külterületi lakosok | 178  | 179  | 194  | 196  | 196  | 198  |

- A lakosság megoszlása korcsoportok szerint (2006-2012):[10]

| Népességcsoport      | 2006 | 2007 | 2008 | 2009 | 2010 | 2011 | 2012 |
| -------------------- | ---- | ---- | ---- | ---- | ---- | ---- | ---- |
| Teljes népesség      | 649  | 633  | 621  | 613  | 605  | 590  | 592  |
| 0-2 évesek           | 9    | 11   | 14   | 11   | 10   | 9    | 11   |
| 3-5 évesek           | 15   | 14   | 11   | 8    | 11   | 13   | 10   |
| 6-13 évesek          | 59   | 57   | 48   | 50   | 45   | 32   | 37   |
| 14-17 évesek         | 23   | 23   | 28   | 27   | 27   | 35   | 27   |
| 18-54 évesek         | 346  | 332  | 329  | 326  | 320  | 309  | 311  |
| 55-59 évesek         | 36   | 40   | 34   | 38   | 42   | 51   | 53   |
| 60-69 évesek         | 68   | 64   | 74   | 72   | 69   | 65   | 67   |
| 70-79 évesek         | 68   | 67   | 60   | 51   | 52   | 50   | 49   |
| 80 évesek és felette | 25   | 25   | 23   | 30   | 29   | 26   | 27   |

- A teljes lakosság és a lakások száma 2017. január 1-én: [11]

| Teljes népesség | 584 |
| Lakások száma   | 291 |

- A teljes lakosság illetve a nemenkénti bontás 2017. január 1-én,[12] illetve 2018. január 1-én:[13]

|                 | 2017 | 2018 |
| Teljes népesség | 576  | 572  |
| Nők             | 287  | 286  |
| Férfiak         | 289  | 286  |

## Összesítő táblázat
1870-1990 között:
| 1870 | 1880 | 1890 | 1900 | 1910 | 1920 | 1930 | 1941 | 1949 | 1960 | 1970 | 1980 | 1990 |
| ---- | ---- | ---- | ---- | ---- | ---- | ---- | ---- | ---- | ---- | ---- | ---- | ---- |
| 1169 | 1178 | 1283 | 1398 | 1456 | 1476 | 1497 | 1612 | 1603 | 1319 | 1154 | 922  | 756  |

2000-es évek:
| 2000 | 2001 | 2002 | 2003 | 2004 | 2005 | 2006 | 2007 | 2008 | 2009 |
| ---- | ---- | ---- | ---- | ---- | ---- | ---- | ---- | ---- | ---- |
| 712  | 696  | 679  | 670  | 666  | 664  | 649  | 633  | 621  | 613  |

2010-es évek:
| 2010 | 2011 | 2012 | 2013 | 2014 | 2015 | 2016 | 2017 | 2018 | 2019 |
| ---- | ---- | ---- | ---- | ---- | ---- | ---- | ---- | ---- | ---- |
| 605  | 590  | 592  | 589  | 574  | 584  | 575  | 576  | 572  | 577  |

2020-as évek: 
| 2020 | 2021 | 2022 | 2023 |
| ---- | ---- | ---- | ---- |
| 578  | 585  | 568  | 561  |